# Star Wars: Rogue Squadron II - Rogue Leader
Star Wars: Rogue Squadron II - Rogue Leader, sorti pour le lancement de la GameCube le 3 mai 2002, est la suite de Star Wars: Rogue Squadron sorti sur PC et Nintendo 64.
Il connut très vite un grand succès en majorité dû à son système de jeu et à ses graphismes. Peu après sa sortie, une suite nommé Star Wars: Rogue Squadron III - Rebel Strike voit le jour sur la même console.

## Trame
Le scénario du jeu se déroule durant la Trilogie Originale, les missions sont des scènes présentes dans les films ou des missions qui ont un lien avec les événements de la Trilogie.

### Entraînement
Le jeu dispose d'un didacticiel facultatif, l'entraînement sur Tatooine. On y incarne Luke Skywalker, peu avant les événement de l'épisode IV de la saga, lorsqu'il s'entraine encore au pilotage au-dessus des dunes de Tatooine avec son ami Biggs Darklighter (futur pilote rebelle) à bord d'un Skyhopper. Il faut effectuer différentes petits défis afin de se familiariser avec le gameplay du jeu. Le joueur a également la possibilité de trouver des lieux, personnages ou autres éléments liés à l'univers de la saga et tout cela se fait dans un temps imparti de 20 minutes.

### Missions principales
1. L'Attaque de l'Étoile Noire : Luke Skywalker, Wedge Antilles et Biggs Darklighter sont envoyés avec le reste de l'Escadron Rogue à l'attaque de l'Étoile Noire lors de la fameuse Bataille de Yavin.
2. Piège dans le Corridor d'Ison : Après la perte de leur base sur Yavin IV, les Rebelles sont contraints de fuir vers la planète Hoth pour y installer leur nouvelle base secrète. En chemin, ils sont interceptés par un groupe de chasseurs de l'Empire qui leur tend une embuscade dans une nébuleuse.
3. La Bataille de Hoth : L'Empire a repéré la nouvelle base rebelle et envoie son armée la détruire. L'Escadron Rogue affronte les TB-TT pour couvrir la fuite de l'Alliance. Le joueur est obligé de piloter un Snowspeeder lors de cette mission.
4. Les Prisons de Maw : Les Rebelles ont découvert une installation pénitentiaire secrète de l'Empire dans une zone hostile au cœur d'un amas de trous noirs et d'astéroïdes. Ils envoient un groupe de bombardiers Y-wing endommager les installations et couvrir la fuite des prisonniers. Le joueur est obligé de piloter un Y-wing lors de cette mission.
5. Rendez-vous avec le Razor : Le Razor, une corvette corellienne rebelle, transporte les plans de la deuxième Étoile de la Mort. Lorsque la flotte rebelle le rejoint, il est capturé par un destroyer stellaire.
6. Vengeance sur Kothlis : Cette mission est la suite directe de la mission précédente. L'Escadron Rogue a neutralisé le destroyer impérial qui a fini par s'écraser sur la planète Kothlis. Les Rebelles envoient un commando dirigé par Crix Madine pour retrouver les informations vitales dans l'épave.
7. L'Académie Impériale : Les Rebelles envoient un pilote dérober une navette de classe lambda à l'Académie Impériale, car c'est un élément crucial de leur plan pour venir à bout de la seconde Étoile Noire. De jour la mission se fait en Y-wing et en Snowspeeder de nuit.
8. Raid sur Bespin : Les Rebelles attaquent Bespin pour s'accaparer les réserves de gaz Tibanna impériales, en effet cette ressource est essentielle pour alimenter leurs armes.
9. La Bataille d'Endor : Le joueur peut incarner Lando (aux commandes du Faucon Millenium) ou Wedge lors de l'ultime bataille contre l'Empire. Alors que la flotte rebelle est piégée entre l'Étoile Noire et une importante flotte impériale, il faut la défendre et attaquer les destroyers stellaires.
10. Au Cœur du Combat : Lando et Wedge atteignent la surface de l'Étoile Noire, pour se plonger dans ses entrailles et la faire exploser de l'intérieur en s'attaquant à son réacteur central.

### Missions bonus
- Le Vol du Faucon : Le joueur incarne Luke ou Han Solo aux commandes d'une tourelle du Faucon Millenium lors de la fuite de la première Étoile Noire dans l'épisode IV. Il faut venir à bout de tous les chasseurs TIE.
- Le Champs d'Astéroïdes : Aux commandes du Faucon Millenium après la fuite de Hoth, Han Solo et ses camarades sont poursuivis par des chasseurs TIE qu'ils tentent de semer dans un champ d'astéroïdes.
- Le Triomphe de l'Empire : Dans cette mission, on incarne Dark Vador, à bord de son chasseur TIE personnel durant la Bataille de Yavin. Il faut protéger l'Étoile Noire et abattre tous les appareils rebelles.
- Revanche sur Yavin : Dark Vador se rend sur Yavin IV avec ses troupes pour exterminer les troupes rebelles restantes sur place. Il vient également détruire les transports qui essaient de fuir la planète.
- Endurance : C'est la seule mission du jeu qui ne possède pas d'intrigue, le joueur peut prendre le vaisseau de son choix et survivre à des vagues successives de chasseurs TIE au-dessus de la surface de l'Étoile Noire.

## Système de jeu
Le jeu suit le même principe que son prédécesseur. Le joueur revit les plus grandes batailles de la seconde trilogie Star Wars. Les missions de base se font chronologiquement, de l'attaque de la première Étoile Noire, à la destruction de la seconde. Le joueur joue soit avec Luke Skywalker, soit avec Wedge Antilles, deux rebelles de la force de l'Alliance rebelle.
Le joueur incarne d'abord le pilote rebelle dans un hangar (ou Dark Vador dans les missions bonus impériales) et doit choisir son vaisseau (même si dans certaines missions le choix est restreint) avant de partir pour le combat.
Lors des missions le joueur peut choisir entre la vue à la troisième personne ou une vue cockpit. Le HUD s'adapte d'ailleurs aux différentes vues et est similaire à l'opus précédent. En troisième personne il ne change pas selon le vaisseau et est ainsi : le radar indiquant alliés (en vert) et ennemis (en rouge) et l'objectif (une direction orange) est placé en haut à droite ; en bas à gauche est représentée la structure du vaisseau dans un cercle vert (bleu si le vaisseau est intact) qui selon les dégâts va virer du jaune au rouge, voire clignoter ; en bas à droite est indiqué le type de munition spéciale (missiles, bombes, etc.) et le nombre restant ; enfin, le réticule de visée est situé au centre de l'écran et peut changer d'orientation en fonction des mouvements du vaisseau ou de la caméra, il est vert mais vire au bleu lorsque l'on charge le canon à ion et devient mauve et orienté vers le sol lorsque l'on passe en mode bombardement.
Quand le joueur a fini une mission, des informations lui sont données. Elles indiquent le temps, la précision, le nombre d'ennemis tués, les vies perdues. D'après ses résultats, le joueur peut obtenir différentes médailles rapportant des points. Le jeu comprend dix missions de base, plus une d'entrainement et cinq bonus.
Enfin, le jeu détecte l'heure de la console et adapte cela à la mission Académie Impériale : si le joueur joue en journée, la mission se passe de jour et s'il joue durant la nuit la mission se passe la nuit, cela change également son vaisseau et quelques règles de mission. L'entraînement sur Tatooine est également lié à l'heure de la console ce qui permet d'y jouer là avec trois horaires différents : l'aube, la journée, le soir et la nuit.

## Vaisseaux
De nombreux vaisseaux de la saga sont disponibles, mais il n'est pas possible de tous les prendre dans n'importe quel niveau. D'autres vaisseaux bonus sont déblocables.
Les vaisseaux de base :
- Le X-Wing : Vaisseau le plus mythique et le plus connu de la trilogie, c'est aussi celui avec le meilleur rapport de capacité, efficace dans tous les domaines. Il possède en plus un robot R2 qui peut le réparer quand il est endommagé.
- Le Y-Wing : Vaisseau lent, très bien équipé pour les bombardements mais assez limité pour la chasse. Il possède aussi un canon à ion permettant de neutraliser l'ennemi sans le détruire. Il est aussi équipé d'un robot R2.
- Le A-Wing : C'est un petit chasseur très rapide et très manœuvrable, mais avec une défense assez faible.
- Le B-Wing :  C'est un chasseur très bien armé mais difficile à manœuvrer.
- Le Snowspeeder : C'est un chasseur qui est uniquement utilisable en atmosphère. Il n'est jouable que lors de la « bataille de Hoth », la « vengeance sur Kothlis » et dans « l'académie impériale ». Il possède un câble de remorquage qui lui permet de faire tomber les TB-TT.

Les vaisseaux Bonus :
- Le Faucon Millenium : Vaisseau de Han Solo, le plus rapide de la galaxie. Il peut tirer des lasers en arrière. Mais il reste gros et difficilement manœuvrable.
- Le Chasseur Naboo : vaisseau servant la garde royale de Naboo et ayant des caractéristiques semblables au X-Wing, mais en plus rapide et en plus manœuvrable.
- Le Slave 1 : C'est le vaisseau du chasseur de primes Boba Fett, très gros et très dur à piloter.
- Le TIE avancé : Vaisseau personnel du seigneur Vador, semblable au chasseur TIE.

Les autres vaisseaux
- La navette impériale : C'est un vaisseau pilotable à la fin de l'académie impériale. Ce n'est pas un vaisseau de combat donc ses caractéristiques offensives sont mauvaises.
- Le chasseur TIE : Vaisseau que l'on ne peut piloter que la nuit pour pénétrer dans l'académie impériale.
- Le T-16 Skyhopper : Speeder ne possédant que très peu d'armement, et notamment utilisé pour des courses sur Tatooine, uniquement jouable lors de l'entraînement.
- La Buick : il s'agit d'une Buick Electra 1968, ce véhicule ne s'obtient qu'avec un code. Cette voiture se pilote comme un vaisseau et est équipée de blaster. Il s'agit évidemment d'un easter egg.

## Les améliorations technologiques
Au fil du jeu, dans les missions, il est possible pour le joueur de trouver une icône secrète, cachée dans un endroit du niveau, permettant de gagner une amélioration technologique. Elles peuvent être:
- Laser avancé : Cette amélioration augmente la puissance de vos canons laser, lesquels infligent plus de dommages aux vaisseaux ennemis. Cette amélioration est applicable à tous les appareils.
- Torpilles à protons avancées : Augmente la puissance destructrice des torpilles à protons des X-Wings et des B-Wings.
- Missiles à concussion avancés : Augmente la puissance destructrice des missiles à concussion des A-Wings.
- Bombes à protons avancées : Augmente la puissance destructrice des bombes à protons des Y-Wings et des bombardiers TIE.
- Boucliers avancés : Augmente la résistance de tous les vaisseaux du jeu. Sur l'écran, le bouclier apparaît en bleu au lieu de vert.
- Torpilles à protons autoguidées : Cette amélioration permet aux torpilles à protons des X-wings et des B-Wings de poursuivre l'ennemi ciblé après avoir été tirées.
- Missiles à concussion autoguidés : Les missiles à concussion du A-Wing deviennent autoguidés.
- L'ordinateur de visée amélioré : L'ordinateur de visée peut rester allumé après que le bouton Y ait été relâché, et il devient possible de choisir son ennemi avec le stick C.

## Suite
Le jeu connaît une suite sur GameCube, intitulée Star Wars: Rogue Squadron III - Rebel Strike, qui paraît à partir d'octobre 2003 dans le monde. Elle intègre de nouvelles phases de jeu au sol et une version française voit le jour. Ce troisième volet reçoit des critiques moins bonnes que ses prédécesseurs, notamment à cause des nouvelles phases de jeu et totalise une moyenne de notes de 76,61 % sur GameRankings.